# Цукубаи
Цукубаи (蹲踞) или клечећа чинија је чесма за прање руку и испирање уста замишљена тако да се постигне скромност (понизност), а тиме право психичко стање које треба да претходи чајној церемонији у јапанском чајном врту. 
У чајним вртовима цукубаи се подиже „на ивици мора“ или „у центру мора“. Равни камен се поставља одмах испред чесме да корисник стоји на њему док се умива. Два велика камена са сваке стране око мора обезбеђују равнотежу. Шљунак представља море и покрива резервоар. Чинија, висине 30cm, може директно да одводи воду у резервоар, при том се доток и одвод подешавају да чинија буде увек пуна, или да се вода прелива из ње у море шљунка када је обично благо нагнута напред, или је позади виша. Најтрадиционалнији облик какеија (славине од бамбуса) је онај у облику слова Т из чијег хоризонталног дела полази цев која може да буде кратка или дуга, а обе су подједнако у употреби зависно од идеје креатора.
Чувени напис на цукубаију храма Рјоан-ђи: идеограми који појединачно имају сасвим друго значење у комбинацији са оивиченим квадратним рубом чиније у облику знака кучи (口) даје следеће 吾唯足知 (варе тада таре о ширу) и значи „све што ти треба – имаш“ или „научи само да будеш задовољан“, што изражава нематеријалистичко учење будизма.